# West Chester University
La Universidad de West Chester (en inglés: West Chester University), universidad pública ubicada en West Chester, Pennsylvania, Estados Unidos.
Fue establecido en 1871 con la institucionalización de la educación superior en el estado de Pennsylvania. Actualmente, hay 17,719 estudiantes que estudian en 6 facultades y 1 escuela vocacional. Hay 118 de pregrado, 103 de maestría y 4 programas de doctorado en la universidad. Sus campus principales se encuentran en Filadelfia y West Chester.
La universidad ha sido acreditada por la autoridad gobernante, la Comisión de Educación Superior de los Estados Centrales. Además, la institución de educación superior es parte del Sistema de Educación Superior del Estado de Pensilvania. Según el ranking de 2019 de la revista Forbes, la Universidad de West Chester se encuentra entre las 150 mejores universidades públicas de Estados Unidos. En el mismo año, en el ranking organizado por la revista US News, la Universidad de West Chester ocupó el puesto 17 entre las 1.400 universidades de los estados del norte de Estados Unidos.
Los graduados de la Universidad de West Chester, que ha capacitado a personalidades destacadas en varios campos, incluyen nombres como la Primera dama de los Estados Unidos Jill Biden y el Vicealmirante retirado Brian Peterman.